# Степски жутаћ
Степски жутаћ (лат. Colias erate) врста је лептира из породице белаца (лат. Pieridae).

## Опис врсте
Крила су зашиљена, са горње стране нешто тамнија, жутозелена, а са доње стране пепељаста

## Распрострањење и станиште
У Србији је чест у Панонској низији, обично близу сађене луцерке. Локално насељава Источну Европу где је стигао тек последњих деценија из руских степа.

## Биљке хранитељке
Основна биљка хранитељка је луцерка (Medicago sativa).